# Somewhere Over the Chemtrails
Somewhere Over the Chemtrails (Originaltitel: Kdyby radši hořelo) ist eine tschechische Dramödie unter der Regie von Adam Koloman Rybanský aus dem Jahr 2022. Der Film feierte am 15. Februar 2022 auf der Berlinale seine Weltpremiere in der Sektion Panorama.

## Handlung
In einem tschechischen Dorf fährt während des Ostermarktes ein Lieferwagen in die Menschenmenge, ein Bewohner wird angefahren, der Fahrer flieht. Die Freiwillige Feuerwehr des Dorfes will nun unter Beweis stellen, dass sie sich um die Sicherheit im Dorf kümmert. Dieses Ereignis bringt die Freundschaft von Broňa und Standa in Gefahr: Feuerwehrmann Broňa ist sich sofort sicher, dass es sich um einen Terroranschlag handelt, den ein Migrant verübt hat. Standa dagegen nähert sich dem Vorfall aus einer anderen Perspektive. Ein lakonischer Film über die Ursachen von Vorurteilen, Rassismus und Ausgrenzung.

## Produktion

### Hintergrund
Wörtlich übersetzt lautet der tschechische Titel Wenn es nur brennen würde. Der englische Titel Somewhere Over the Chemtrails (Anspielung auf Somewhere Over the Rainbow) bezieht sich auf Fehlinformationen über Chemtrails, die ein Nebenmotiv des Films bilden.
Inspiriert wurde die Komödie vom Terrorakt Jaromír Baldas. Der 2019 in Prag zu vier Jahren Haft verurteilte Rechtsterrorist, bis dahin strafrechtlich unauffällig, hatte mit zwei Anschlägen auf Bahnen und gefälschten Bekennerschreiben Hass gegen Migranten schüren wollte. Er fällte Bäume und ließ sie auf Schienen fallen, zwei Züge entgleisten und mehrere Menschen wurden verletzt.
Der Regisseur sagte, er habe mit dem Film die Kontraste zwischen dem Ernsten und dem Komischen betonen und die Absurdität zeigen wollen, die daraus entstehen könne. Produzent Pavel Vácha sieht in der Unsicherheit und Verwirrung der heutigen Gesellschaft, die aus einem Übermaß an Informationen entsteht, ein weiteres Thema des Films. So vertraue auch Feuerwehrmann Standa gutgläubig den Informationen aus dem Internet.

### Filmstab
Regie führte Adam Koloman Rybanský, das Drehbuch stammt von ihm und Lukás Csicsely. Die Kameraführung lag in den Händen von Matěj Piňos, für den Filmschnitt war Alan Sýs zuständig. In wichtigen Rollen sind Miroslav Krobot (Broňa) und Michal Isteník (Standa) zu sehen.

### Produktion und Förderungen
Die Dreharbeiten fanden von Herbst 2020 bis März 2021 im Dorf Chvalnov-Lísky und anderen Orten in der Region Zlín wie Korytná, Roštín, Velké Karlovice und Vsetín statt.
Produziert wurde der Film von Lukás Csicsely und Pavel Vácha. 

### Dreharbeiten und Veröffentlichung
Der Film feierte am 15. Februar 2022 auf der Berlinale seine Weltpremiere in der Sektion Panorama. Der Filmstart in der Tschechischen Republik ist für Juni 2022 geplant. Der Vertrieb liegt in den Händen von Botonfilm.

## Auszeichnungen und Nominierungen
2022: Internationale Filmfestspiele Berlin: Nominierung für den GWFF Preis Bester Erstlingsfilm